# MacBook

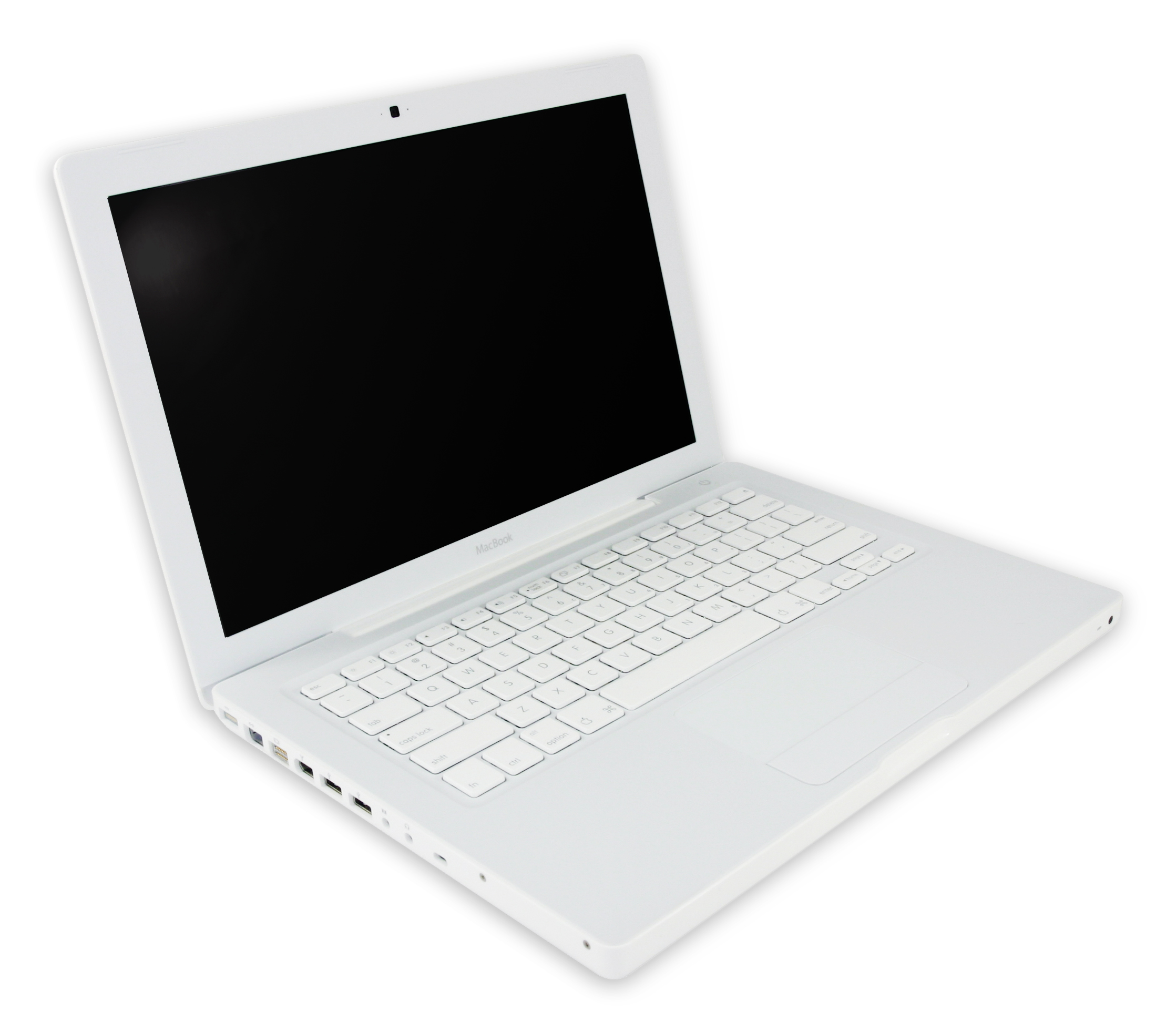
Apple MacBook v bílém provedení

MacBook je název nejnižší výrobní řady přenosných počítačů platformy Macintosh firmy Apple. Původní iBook byl nahrazen první verzí MacBooku 16. května 2006. Zatímco iBooky používaly procesory PowerPC od firmy IBM, MacBook v sobě nesl procesor značky Intel. První verze obsahovala chipset Intel 945GM, procesor Intel Core Duo a integrovanou grafickou kartu Intel GMA950. Později MacBook dostal novější procesory Intel Core 2 Duo.
U aktualizace 14. října 2009 došlo i k celkovým změnám vzhledu, byl odebrán FireWire a infračervený port. Nicméně byl použit displej s podsvícením LED a tím částečně došlo i na delší výdrž baterie Macbooku a to z 5 hodin na přibližně 7 hodin. Tato verze stála na chipsetu nVidia GeForce 9400M, do nějž byla integrována grafická karta, a dvoujádrových procesorech Intel Core 2 Duo Penryn.

## Konfigurace

### Hardware

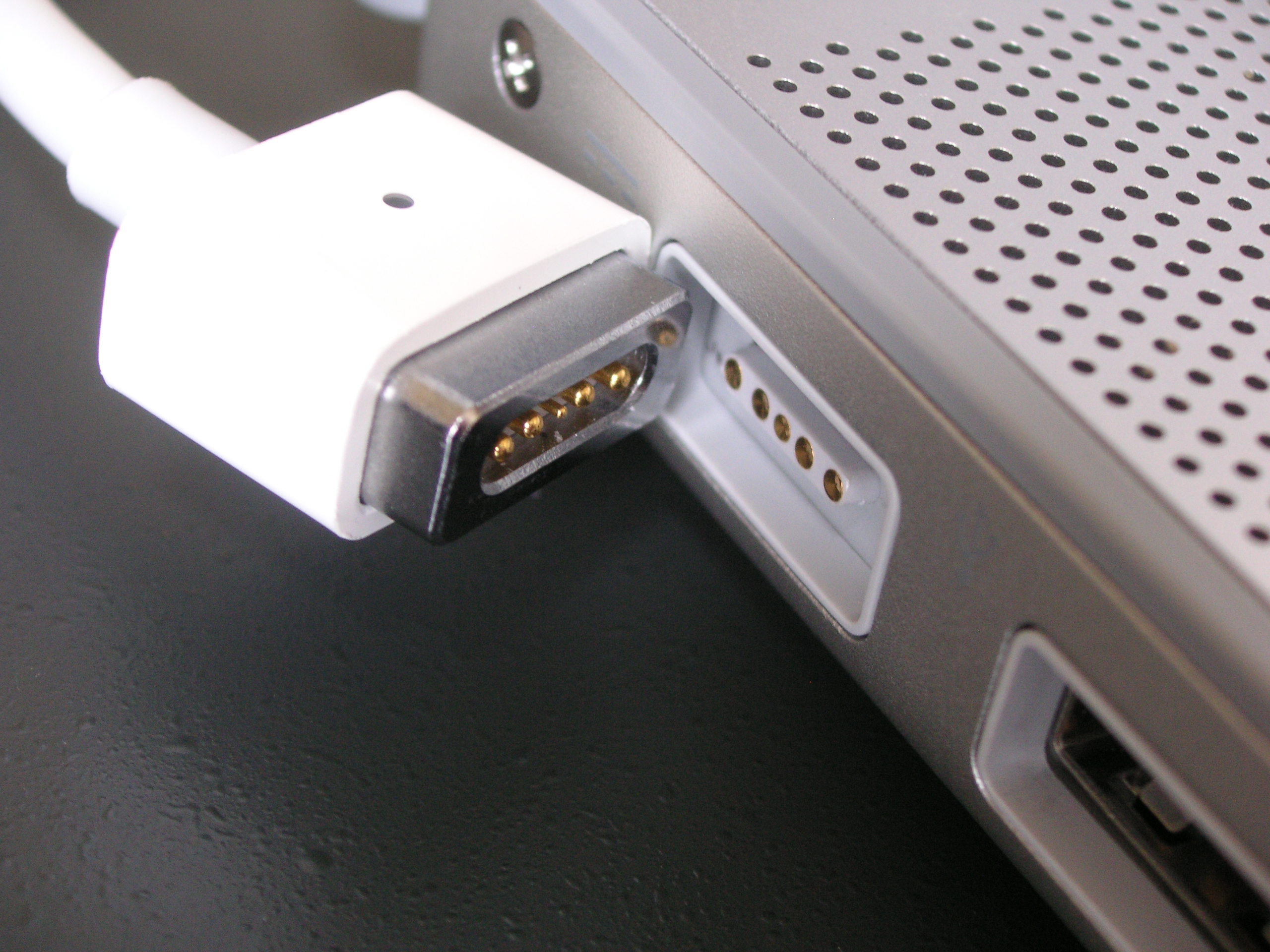
Napájecí konektor MagSafe

Dříve prodávaný model (později se už plastový MacBook neprodával vůbec) MacBooku obsahovala tehdy již zastaralý dvoujádrový procesor Intel Core 2 Duo s taktem 2,4 GHz. Pevný disk připojený rozhraním SATA měl velikost až 500 GB a to s rychlostí 5400 otáček za minutu. V základní verzi měl MacBook 2 GB DDR3 1066 MHz RAM, bylo ji možné navýšit na 4 GB. Grafická karta byla integrována do jednoho čipu s čipovou sadou nVidia GeForce 320M a využívala až 256 MB z RAM. Lesklý LCD displej s úhlopříčkou 13,3" (33,8 cm) měl rozlišení 1280×800 pixelů a poměr stran 16:10. Nad ním byla umístěna webkamera iSight s rozlišením 640×480, vedle ní byla na jedné straně kontrolka zapnutí webkamery a na druhé mikrofon. Na levé straně počítače byly dva USB 2.0 porty, Ethernet s rychlostí 1 Gbit/s, Mini display konektor pro připojení externí obrazovky, 3,5 jack konektor (audio in/out – 2v1), Kensington lock slot a konektor MagSafe pro napájení, na pravé straně byla štěrbinová (slot-loading) optická mechanika DVD±RW. MacBook podporoval bezdrátovou komunikaci podle standardů Bluetooth a Wi-fi (802.11n draft). K počítači se dříve dodával dálkový ovladač Apple Remote s infračerveným přenosem signálu pro ovládání multimédií, od konce února 2008 bylo ovládání nabízeno pouze volitelně za příplatek.
MacBook nabízel relativně jednoduchou výměnu RAM nebo pevného disku, k níž byl nutný pouze malý křížový šroubovák.

## Historie modelů
| Komponent                                          | MacBook (květen 2006) | MacBook (listopad 2006) | MacBook (květen 2007) | MacBook (listopad 2007)                                                                   | MacBook (únor 2008)                                                                       |
| -------------------------------------------------- | --- | --- | --- | ----------------------------------------------------------------------------------------- | ----------------------------------------------------------------------------------------- |
| Sériová čísla                                      | MA254LL/A MA255LL/A MA472LL/A                                                                                                 | MA699LL/A MA700LL/A MA701LL/A                                                                                                 | MB061LL/A MB062LL/A MB063LL/A                                                                                                 | MB061LL/B MB062LL/B MB063LL/B                                                             | MB402LL/A MB403LL/A MB404LL/A                                                             |
| Displej                                            | lesklý 13,3" s rozlišením 1280×800 pixelů                                                                                     | lesklý 13,3" s rozlišením 1280×800 pixelů                                                                                     | lesklý 13,3" s rozlišením 1280×800 pixelů                                                                                     | lesklý 13,3" s rozlišením 1280×800 pixelů                                                 | lesklý 13,3" s rozlišením 1280×800 pixelů                                                 |
| Grafická karta                                     | integrovaná Intel GMA 950 využívající 64 MB sdílené DDR2 SDRAM paměti (až 224 MB ve Windows běžících pod Boot Camp softwarem) | integrovaná Intel GMA 950 využívající 64 MB sdílené DDR2 SDRAM paměti (až 224 MB ve Windows běžících pod Boot Camp softwarem) | integrovaná Intel GMA 950 využívající 64 MB sdílené DDR2 SDRAM paměti (až 224 MB ve Windows běžících pod Boot Camp softwarem) | integrovaná Intel GMA X3100 využívající 144MB sdílené DDR2 SDRAM paměti                   | integrovaná Intel GMA X3100 využívající 144MB sdílené DDR2 SDRAM paměti                   |
| Pevný disk Serial ATA 5400 rpm2                    | 60 GB nebo 80 GB Volitelně 100 GB, 120 GB                                                                                     | 60 GB, 80 GB nebo 120 GB Volitelně 160 GB, 200 GB (4200 rpm)                                                                  | 80 GB, 120 GB nebo 160 GB Volitelně 200 GB, 4200 rpm.                                                                         | 80 GB, 120 GB nebo 160 GB Volitelně 250 GB, 5400 rpm.                                     | 120 GB, 160 GB, nebo 250 GB                                                               |
| Procesor                                           | 1,83 GHz nebo 2,0 GHz Intel Core (T2400/T2500)                                                                                | 1,83 GHz nebo 2,0 GHz Intel Core 2 Duo (T5600/T7200)                                                                          | 2,0 GHz nebo 2,16 GHz Intel Core 2 Duo (T7200/T7400)                                                                          | 2,0 GHz nebo 2,2 GHz Intel Core 2 Duo (T7300/T7500)                                       | 2,1 GHz nebo 2,4 GHz Intel Core 2 Duo (T8100/T8300)                                       |
| Operační paměť Dva sloty pro DDR2 SDRAM (PC2-5300) | 512 MB (2×256) max. 2 GB | 512 MB (2×256) nebo 1 GB (2x512 MB) max. 4 GB                                                                                 | 1 GB (2×512 MB) max. 4 GB | 1 GB (2×512 MB) max. 4 GB                                                                 | 1 GB (2×512 MB) nebo 2 GB (2 x 1 GB) max. 4 GB                                            |
| Airport Extreme                                    | Integrovaný 802.11a/b/g | Integrovaný 802.11a/b/g and draft-n (n standardně zakázán)                                                                    | Integrated 802.11a/b/g and draft-n (n povolen)                                                                                | Integrated 802.11a/b/g and draft-n (n povolen)                                            | Integrated 802.11a/b/g and draft-n (n povolen)                                            |
| Combo Drive u základních modelů                    | 8× DVD čtení, 24× CD-R a 10× CD-RW zapisování                                                                                 | 8× DVD čtení, 24× CD-R a 16× CD-RW zapisování                                                                                 | 8× DVD čtení, 24× CD-R a 16× CD-RW zapisování                                                                                 | 8× DVD čtení, 24× CD-R a 16× CD-RW zapisování                                             | 8× DVD čtení, 24× CD-R a 16× CD-RW zapisování                                             |
| Slot-Loading SuperDrive                            | 8× čtení double-layer disků. 4× DVD±R & RW zapisování. 24× CD-R a 10× CD-RW zapisování                                        | 2,4× DVD+R DL zapisování, 6× DVD±R čtení, 4× DVD±RW zapisování, 24× CD-R, a 10× CD-RW zapisování                              | 4× DVD+R DL zapisování, 8× DVD±R čtení, 4× DVD±RW čtení, 24× CD-R, a 10× CD-RW zapisování                                     | 4× DVD+R DL zapisování, 8× DVD±R čtení, 4× DVD±RW čtení, 24× CD-R, a 10× CD-RW zapisování | 4× DVD+R DL zapisování, 8× DVD±R čtení, 4× DVD±RW čtení, 24× CD-R, a 10× CD-RW zapisování |
| Minimální požadovaný operační systém               | Mac OS X Tiger 10.4.6 | Mac OS X Tiger 10.4.8 | Mac OS X Tiger 10.4.8 | Mac OS X Leopard 10.5.0 (s Boot Camp softwarem pro spouštění jiných operačních systémů)   | Mac OS X Leopard 10.5.2                                                                   |
| Váha                                               | 2,36 kg | 2,36 kg | 2,31 kg | 2,27 kg                                                                                   | 2,27 kg                                                                                   |
| Rozměry                                            | 32,5×22,7×2,74 centimetrů | 32,5×22,7×2,74 centimetrů | 32,5×22,7×2,74 centimetrů | 32,5×22,7×2,74 centimetrů                                                                 | 32,5×22,7×2,74 centimetrů                                                                 |

## Porovnání s řadou MacBook Pro
MacBook je nižší řada notebooků firmy Apple, od vyšší řady MacBook Pro ji odlišují především následující vlastnosti:
- Velikost – odpovídá úhlopříčce LCD displeje, která je vždy 13,3 palců (oproti 15,4" nebo 17" možným u MacBooku Pro)
- Povrchová úprava – bílý (dříve také černý) plast, hliník (2008). MacBook Pro je vyroben z hliníku.
- Povrchová úprava monitoru – lesklá (u MacBooku Pro 17" má uživatel možnost volby mezi lesklým a matným displejem)
- Grafická karta – pouze integrovaná nVidia GeForce 320M (modely řady Macbook Pro mají integrovanou grafickou kartu Intel HD Graphics 3000 a 15" a 17" modely mají navíc dedikované grafické karty: AMD Radeon HD 6490M a 6750M).
- Bílá klávesnice bez podsvícení v designu jako u Apple Keyboard (na rozdíl od černé podsvícené klávesnice u MacBooku Pro)